# Mariano Zuzunaga
Mariano Zuzunaga (n. en 1953) es un fotógrafo peruano afincado en España desde 1975.
Realizó estudios de música, dibujo y fotografía pero en 1971 se decidió por esta última y su primer trabajo más conocido estuvo basado en la obra de Alexander Calder estando formado por una serie de foto-móviles. En 1975 se trasladó a Barcelona donde estableció su domicilio y no mucho tiempo después entró a formar parte del Grupo fotográfico Alabern. En 1980 realizó su primera exposición individual en la Fundación Miró.
En 1983 comenzó a impartir clase de fotografía en el Institut d'Estudis Fotogràfics de Catalunya, también ha dirigido diversos talleres y seminarios y se ha dedicado a la actividad docente e investigadora en la facultad de Bellas Artes de la Universidad de Barcelona. 
En paralelo a sus tareas docentes desarrolla su fotografía creativa de la que se pueden encontrar muestras en las colecciones del MOMA, la Biblioteca Nacional de París, el Museo de Bellas Artes de Houston o la Fundación Miró. 